# Kaa-Chem
Kaa-Chem (tuwinisch und russisch Каа-Хем) ist eine Siedlung städtischen Typs in der autonomen Republik Tuwa (Russland) mit 15.044 Einwohnern (Stand 14. Oktober 2010).

## Geographie
Die Siedlung liegt im Tuwinischen Becken inmitten der Südsibirischen Gebirge etwa acht Kilometer  östlich des Zentrums der Republikhauptstadt Kysyl am linken Ufer des Kleinen Jenissei. Nach der tuwinischen Bezeichnung des linken Jenissei-Quellflusses erhielt die Siedlung ihren Namen.
Kaa-Chem ist Verwaltungszentrum des Rajons (Koschuuns) Kysyl, der das Umland der Republikhauptstadt umfasst (nicht zu verwechseln mit dem nach dem Fluss benannten Rajon Kaa-Chemski oder Kaa-Chem, der sich weiter südöstlich erstreckt).

## Geschichte
Die Siedlung entstand ab 1975 im Zusammenhang mit der Errichtung des Kysyler Heizkraftwerkes (Kysylskaja TEZ). 1978 nahm das Kraftwerk den Betrieb auf, und Kaa-Chem wurde der Status einer Siedlung städtischen Typs verliehen. Später wurde die Rajonverwaltung von Kysyl in den Vorort Kaa-Chem verlagert.

### Bevölkerungsentwicklung
| Jahr | Einwohner |
| ---- | --------- |
| 1979 | 4.047     |
| 1989 | 7.297     |
| 2002 | 10.463    |
| 2010 | 15.044    |

Anmerkung: Volkszählungsdaten

## Wirtschaft und Infrastruktur
Neben dem von Tywaenergo betriebenen Heizkraftwerk als größtem Elektroenergieerzeuger der Republik mit zugehörigem, zehn Kilometer südöstlich gelegenen Steinkohletagebau gibt es in Kaa-Chem Betriebe der Lebensmittelindustrie sowie Handels- und Versorgungsunternehmen. Die Errichtung eines großen Baumaterialienwerkes ab den 1980er Jahren wurde während der Wirtschaftskrise nach dem Zerfall der Sowjetunion abgebrochen. In den letzten Jahren entwickelt sich der Ort durch Individualbebauung im Ostteil verstärkt zu einem Wohnvorort der Großstadt Kysyl.
Durch den Ort führt die Regionalstraße, die Kysyl mit dem knapp 100 Kilometer flussaufwärts am Kleinen Jenissei gelegenen Verwaltungszentrum des Rajons Kaa-Chem Saryg-Sep verbindet.